# Stichaster striatus
Stichaster striatus là tên của một loài sao biển thuộc họ Stichasteridae. Người ta phát hiện chúng sống ở vùng biển đông nam Thái Bình Dương. Người mô tả loài động vật này là hai nhà động vật học người Đức Johannes Peter Müller và Franz Hermann Troschel vào năm 1840.

## Phân bố và môi trường sống
Chúng là loài bản địa của vùng biển đông nam Thái Bình Dương cụ thể là dọc theo vùng biển của Nam Mỹ. Chúng thường sống ở dưới đáy biển có nhiều đá hoặc nhiều cát và sống trong tảo ở vùng lên xuống của thủy triều. Độ sâu tối đa mà nó sống là 80 m.

## Sinh thái học
Chúng sống theo bầy đàn và là loài săn mồi. Người ta không thấy khi nào chúng ăn thịt đồng loại hoặc ăn các loài sao biển khác mà chỉ ăn các loài động vật không xương sống. Nhiều cá thể của loài này khi bắt lên thì đang mọc lại cánh hoặc bị mất cánh. Có thể đó là do loài sao biển săn mồi có ưu thế trong môi trường mà nó sống đó là Meyenaster và Luidia magellanica.

## Nghiên cứu
Người ta phát hiện ra rằng một chất chiết xuất từ mô của loài này khi cho các cá thể chuột có thiên hướng tiêu thụ cồn quá mức sẽ làm cho chúng ít tiêu thụ cồn hơn. Nghiên cứu này lấy cảm hứng từ 1 một câu chuyện truyền miệng rằng những người chủ Dòng Tên ở Nam Mỹ vào những thế kỷ 17, 18 thường dùng loại sao này để nấu súp và cho công nhân của họ ăn để họ không uống rượu.